# Roman Jasiński (tancerz)
Roman Jasiński, właściwie Czesław Roman Jasiński (ur. 23 czerwca 1907 w Warszawie, zm. 16 kwietnia 1991 w Tulsa (stan Oklahoma, USA) – polski tancerz baletowy, choreograf i baletmistrz.

## Życiorys
Ukończył szkołę baletową przy Teatrze Wielkim w Warszawie, w którym, w latach 1924–1928, uczestniczył w licznych spektaklach. Od 1928 występował za granicą; był m.in. solistą zespołu Idy Rubinstein w Paryżu, a od 1933 do 1950 Baletów Rosyjskich Monte Carlo (Ballets Russes de Monte-Carlo). Występował w Europie, Australii, Ameryce Południowej i USA. Tańczył m.in. Albrechta w Giselle Adama, Zygfryda w Jeziorze łabędzim Czajkowskiego oraz partie solowe w baletach M. Fokina.
Od 1956 prowadził w Tulsa, razem ze swoją żoną – baleriną Moscelyne Larkin, zespół Tulsa Ballet i własną szkołę baletową. Obydwoje otrzymali w 1988 nagrodę „Dance Magazine” za swój wkład w rozwój tańca.
W 2008 została wydana w USA monografia poświęcona artyście pt. Roman Jasinski: A Gypsy Prince from the Ballet Russe autorstwa Cheryl Forrest i Georgia Snoke.